# Marek & Vacek

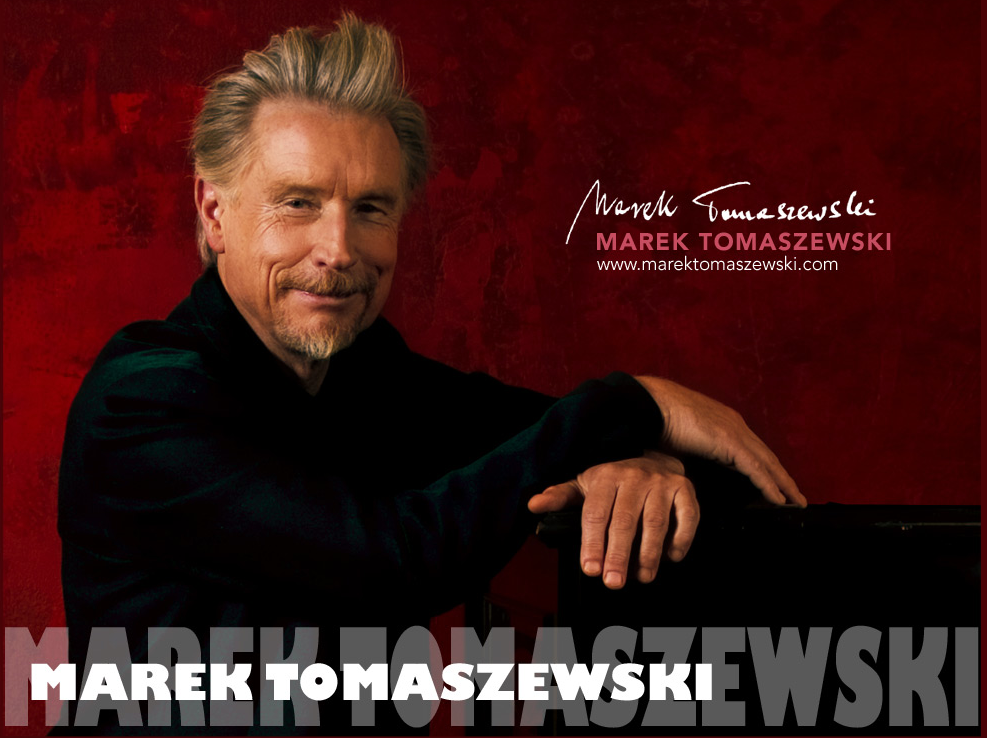
Marek Tomaszewski

Marek & Vacek (in der polnischen Schreibweise Marek i Wacek) waren ein polnisches Klavier-Duo, das besonders in den 1970er Jahren populär war, bestehend aus den beiden Musikern Marek Tomaszewski (* 20. November 1943) und Wacław Kisielewski (* 12. Februar 1943; † 12. Juli 1986).

## Musikstil
Das Markenzeichen des Duos waren Bearbeitungen klassischer Werke mit Stilelementen der Popmusik und der Jazzmusik von Swing bis Ragtime. Sie spielten aber auch eigene Kompositionen.

## Geschichte
Nachdem es in den frühen 1960er Jahren gegründet worden war, gab das Duo in einer Sendung am 8. März 1963 sein Fernsehdebüt. Marek und Wacek spielten die Hauptrollen im polnischen Filmmusical Tandem aus dem Jahr 1966. 1981 wurden sie wegen ihrer Unterstützung der polnischen Gewerkschaft Solidarność durch das Tragen von Abzeichen während einer Tournee aus der DDR ausgewiesen.
Das Duo bestand von 1963 bis zum frühen Unfalltod Wacław Kisielewskis im Jahre 1986 und bestritt in dieser Zeit Konzerte im europäischen Ausland, in den USA und Kanada. Wacław Kisielewski verunglückte bei einem Verkehrsunfall als Beifahrer tödlich.
Nach dem Tode seines Partners versuchte Marek Tomaszewski, mit Michel Prezman an die Erfolge als Marek i Michel anzuschließen, musste jedoch nach der Aufnahme des Albums America das Scheitern dieses Versuches erkennen und zog sich nach Paris zurück.
2010 begann Marek Tomaszewski als Solist in Ostdeutschland seine Comebacktournee als Konzertpianist.
Mareks erstes Soloalbum nennt sich Premiere, das zweite Rapsodia und das dritte Le Sacre du Printemps, eine Bearbeitung nach dem Werk Igor Strawinskys.

## Diskografie (Auswahl)
| Jahr | Name                                    | Label                 |
| ---- | --------------------------------------- | --------------------- |
| 1966 | Ballade pour deux pianos                | Barclay               |
| 1967 | Play Favorite Melodies                  | Pronit                |
| 1968 | The Last Waltz (7″-EP, mono)            | Polskie Nagrania Muza |
| 1969 | Piano Firework                          | Polydor               |
| 1969 | Classical & Pop Pianos                  | Polydor               |
| 1970 | Stargala (Kompilation)                  | Polydor               |
| 1971 | In Gold (Kompilation)                   | Polydor               |
| 1972 | Concert Hits                            | EMI Electrola         |
| 1973 | Concerts Hits 2                         | EMI Electrola         |
| 1975 | Live (Doppel-LP)                        | EMI Electrola         |
| 1976 | Spectrum                                | EMI Electrola         |
| 1977 | Wiener Walzer                           | EMI Electrola         |
| 1978 | Das Programm                            | Polydor               |
| 1978 | In der Halle des Bergkönigs (7″-Single) | Polydor               |
| 1979 | Träumerei                               | Polydor               |
| 1981 | Live (PL: Gold)                         | Wifon                 |
| 1983 | Romantische Flügel                      | Polydor               |
| 1984 | Again                                   | Pronit                |
| 1984 | Marek & Vacek ’84                       | Intercord             |
| 1984 | Marek & Vacek Welterfolge               | Intercord             |
| 1985 | Die Marek & Vacek Story                 | Prisma                |
| 1986 | The Last Concert                        | Pronit                |